# Tela (stolica tytularna)
Tela (łac. Diocesis Telensis) – stolica historycznej diecezji w Cesarstwie rzymskim w prowincji Afryka Prokonsularna, sufragania metropolii Kartagina. Współcześnie w Tunezji. Obecnie katolickie biskupstwo tytularne.

## Biskupi tytularni
| Lp. | Biskup                        | Funkcja                                         | Od               | Do                   |
| --- | ----------------------------- | ----------------------------------------------- | ---------------- | -------------------- |
| 1   | Eugène-Joseph-Marie Le Bellec | emerytowany biskup Vannes (Francja)             | 24 września 1964 | 13 października 1970 |
| 2   | Gilbert Duchêne               | biskup pomocniczy Metz (Francja)                | 18 września 1971 | 10 czerwca 1975      |
| 3   | Domingos Gabriel Wisniewski   | biskup pomocniczy Kurytyby (Brazylia)           | 27 czerwca 1975  | 19 kwietnia 1979     |
| 4   | Antônio Eliseu Zuqueto        | biskup pomocniczy Teófilo Otoni (Brazylia)      | 14 marca 1980    | 18 kwietnia 1983     |
| 5   | Engelbert Siebler             | biskup pomocniczy Monachium i Fryzyngi (Niemcy) | 27 lutego 1986   | 11 października 2018 |
| 6   | Ivan Ćurić                    | biskup pomocniczy Ðakova-Osijeku (Chorwacja)    | 11 marca 2019    |                      |